# پیروکتون اولامین
پیروکتون اولامین (به انگلیسی: Piroctone olamine) با فرمول شیمیایی C۱۶H۳۰N۲O۳ یک ترکیب شیمیایی با شناسه پاب‌کم ۵۰۲۵۸ است. که جرم مولی آن ۲۹۸٫۴۲۱ g/mol می‌باشد.